# (12155) Hyginus
(12155) Hyginus  es un asteroide perteneciente al cinturón de asteroides, descubierto el 26 de marzo de 1971 por Tom Gehrels desde el Observatorio Palomar, en Estados Unidos.

## Designación y nombre
Hyginus se designó inicialmente como 4193 T1.
Más adelante fue nombrado en honor al escritor romano Gaius Julius Hyginus (64 a. C. - 17).

## Características orbitales
Hyginus orbita a una distancia media del Sol de 2,4042 ua, pudiendo acercarse hasta 1,9069 ua y alejarse hasta 2,9016 ua. Tiene una excentricidad de 0,2068 y una inclinación orbital de 3,0982° grados. Emplea en completar una órbita alrededor del Sol 1361 días.

## Características físicas
Su magnitud absoluta es 14,7. Tiene 4,357 km de diámetro. Su albedo se estima en 0,194.